# 大圖納林山

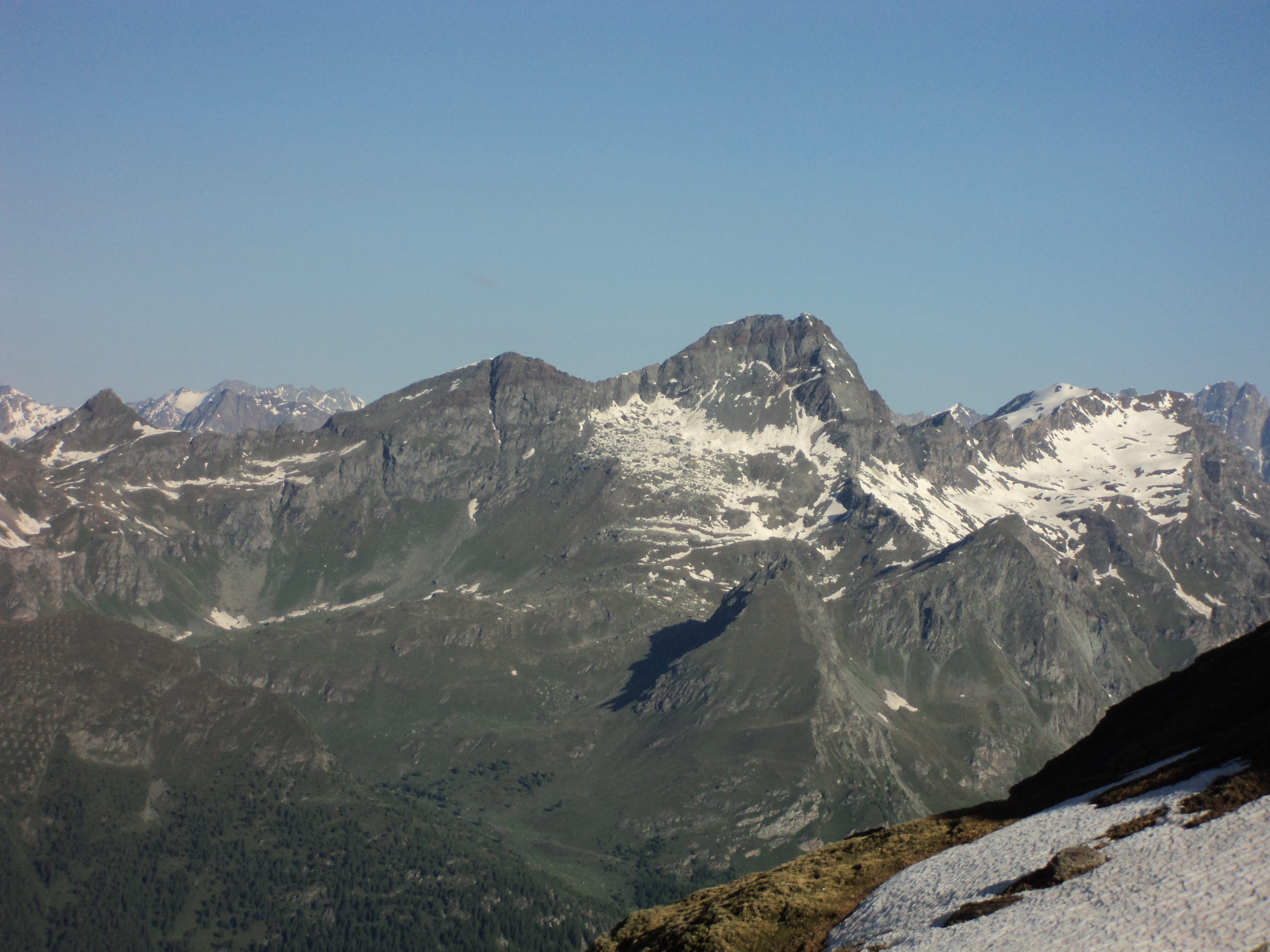

45°52′17″N 7°41′13″E / 45.871366°N 7.686825°E
大圖納林山（義大利語：Grand Tournalin），是意大利的山峰，位於該國西北部，由瓦萊達奧斯塔大區負責管轄，屬於本寧阿爾卑斯山脈的一部分，海拔高度3,379米，每年平均降雨量1,358毫米，人類在1873年首次登頂。